# 圣卢德弗里布瓦
圣卢德弗里布瓦（法語：Saint-Loup-de-Fribois，法語發音：[sɛ̃ lu də fʁibwa] ⓘ）是法国卡尔瓦多斯省的一个旧市镇，属于利雪区。2017年，圣卢德弗里布瓦与市镇比耶维尔-凯蒂耶维尔合并为新市镇欧日地区贝勒维。

## 地理
圣卢德弗里布瓦（49°6'46"N, 0°0'26"E）面积3.47 平方千米，位于法国诺曼底大区卡爾瓦多斯省，该省份为法国西北部沿海省份，北濒大西洋英吉利海峡，东北与滨海塞纳省以海上边界相接，东临厄尔省，南至奧恩省，西与芒什省接壤。
与圣卢德弗里布瓦接壤的市镇（或旧市镇、城区）包括：欧日地区克雷沃克尔、勒梅尼勒莫热、蒙泰耶、利韦圣母村、埃斯特雷圣母村、比耶维尔-凯蒂耶维尔、埃斯特雷圣母村-科尔邦。

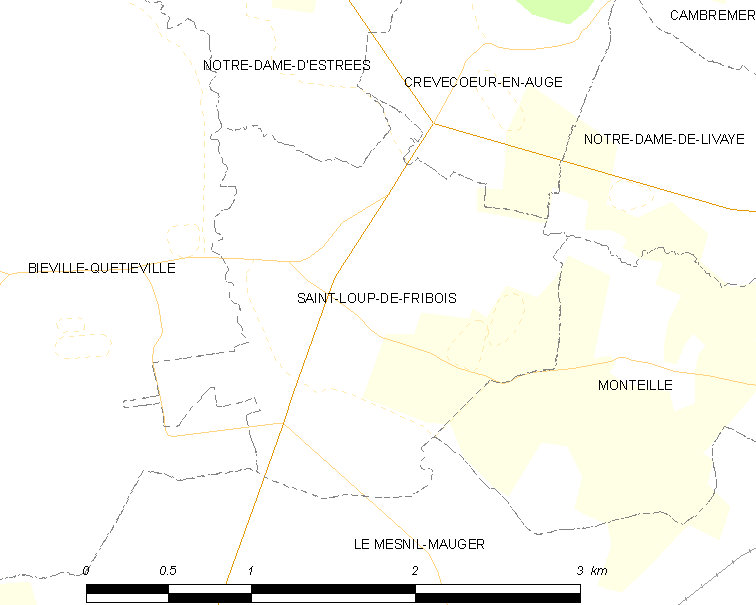
圣卢德弗里布瓦的OSM定位图

圣卢德弗里布瓦的时区为UTC+01:00、UTC+02:00（夏令时）。

## 行政
圣卢德弗里布瓦的邮政编码为14340，INSEE市镇编码为14608。

## 政治
圣卢德弗里布瓦所属的省级选区为梅济东瓦莱多日县。

## 人口

1962-2008年间圣卢德弗里布瓦人口变化图示

圣卢德弗里布瓦于2018年1月1日时的人口数量为177人。